# Jeison Murillo
Jeison Fabián Murillo Cerón (Cali, Valle del Cauca, Colombia, 27 de mayo de 1992) es un futbolista colombiano que juega como defensor central en el Al-Shamal S. C. de la Qatar Stars League. Ha sido internacional con la selección de Colombia.

## Trayectoria

### Deportivo Cali
Promesa del fútbol colombiano, este defensa formado en las categorías inferiores del Deportivo Cali aterriza en Europa de la mano del Udinese. Su primera temporada en Europa la pasa cedido en el Granada, donde juega en su equipo filial en la división de Primera Andaluza.

### Granada C. F.
En la temporada 2011-12, pasa a ser propiedad del Granada Club de Fútbol, aunque rápidamente es cedido para ganar rodaje y experiencia.

### Cádiz C. F.
Vuelve a marcharse cedido, esta vez al Cádiz Club de Fútbol de Segunda División 'B', club al que se incorpora una vez eliminada la selección de Colombia sub-20, de la que formó parte, del mundial de la categoría. Pasó una temporada en el conjunto gaditano (27 partidos y 3 goles), tras la cual, en el verano de 2012 fue cedido de nuevo por el Granada a Las Palmas.

### Las Palmas
Durante la temporada 2012-2013 Murillo se convirtió en titular indiscutible en el centro de la zaga del equipo amarillo, jugando un total de 41 partidos y anotando 4 goles. Esta temporada Las Palmas conseguiría llegar a octavos de Copa del Rey y clasificarse para el Play-Off de ascenso a la máxima categoría, gracias a su sexta posición en liga, a pesar de lo cual cayó eliminado ante el Almería en la primera ronda.

### Granada C. F.
Por segunda vez regresa al Granada Club de Fútbol, tras una buena temporada en el conjunto canario, para jugar en Primera División, donde se asienta como titular de la defensa granadina. Hizo su debut de la Liga el 18 de agosto de 2013 en una victoria por 2-1 ante el Osasuna donde jugó los 90 minutos. Anotó su primer gol del torneo el 10 de enero del año siguiente, el primero de una victoria por 4-0 en casa ante el Real Valladolid.
El 3 de marzo de 2014 renovó su contrato con el Granada hasta junio de 2019, con una cláusula de rescisión de 35 millones de euros. Poco después de conocerse esta noticia según la Gazzetta dello Sport aseguró que el Inter de Milán y el Atlético de Madrid iniciarían conversaciones con el Granada por su pase. Durante el mercado veraniego para la 2014/15 hubo alguna oferta por él, pero que no despertó el interés económico del Granada, por lo que siguió una campaña más con los andaluces.
El 9 de abril se confirmó que tenía una lesión de esquince de grado 1 de ligamento lateral interno en la rodilla derecha lo que le tendría tres semanas fueras de las canchas pero no le afectó para participar en la Copa América 2015.

### Inter de Milán
Tras haber pasado los exámenes médicos, Jeison Murillo confirmó su traspaso al Inter de Milán el 2 de febrero del 2015. Se uniría a ese equipo al finalizar la temporada 2014/2015 con el Granada.
Anotaría su primer gol con la camiseta del Inter el 22 de noviembre en la goleada 4-0 contra el Frosinone.
El 17 de enero de 2017 marca su primer gol de la temporada 2016/17 en la victoria 3-2 sobre el Bolonia en Copa Italia, un espectacular gol de chilena que el 22 de mayo sería escogido como el mejor gol de la temporada 2016/17 en Italia.

### Valencia C. F.
El 18 de agosto de 2017 es presentado como nuevo jugador del Valencia Club de Fútbol de la Primera División de España cedido por dos temporadas con opción de compra obligatoria. Debuta el 27 de agosto como titular en el empate a dos goles en su visita al Real Madrid.
El 18 de agosto de 2018 el Valencia CF hace efectiva la opción de compra por 12 millones de euros, firmando un nuevo contrato que lo vinculará hasta 2022 y con una cláusula de 80 millones. Debuta en la Champions League el 19 de septiembre en la derrota 0-2 frente a la Juventus FC.

### F. C. Barcelona
El 20 de diciembre de 2018 se confirmó la cesión por parte del Valencia CF al FC Barcelona. Se estableció que Jeison jugaría para el club hasta el final de la temporada 2018-19, con una opción de compra de 25 millones de euros. Debutó como titular el 10 de enero derrota 2-1 en casa del Levante UD en la Copa del Rey 2018-19. Su debut en Liga lo hizo el 13 de marzo en el empate sin goles como visitantes ante el SD Huesca.

### U. C. Sampdoria
El 13 de julio de 2019 fue cedido una temporada con una opción de compra obligatoria por 12 millones de euros a la U. C. Sampdoria. Debuta el 25 de agosto por la primera fecha de la Liga en la derrota como locales 0-3 frente a la SS Lazio jugando todo el partido.

### R. C. Celta de Vigo
El 15 de enero de 2020 el Real Club Celta de Vigo anunció su llegada como cedido con opción de compra. Debutó el 19 de enero como titular en el empate a un gol en su visita al Athletic Club. Marcó su primer gol el 21 de junio en la victoria 6 por 0 sobre Deportivo Alavés abriendo el marcador. El 28 de febrero volvió a marca gol dándole el empate a su club al último minuto del partido frente al Real Valladolid. El 25 de abril marcó para la victoria 2 por 1 sobre el C. A. Osasuna.
El 31 de agosto de 2021 volvió al equipo vigués en una nueva cesión.

## Selección nacional

### Categoría inferiores

#### Participaciones en Copas del Mundo Juveniles
| Mundial                     | Sede     | Resultado        | Partidos | Goles |
| --------------------------- | -------- | ---------------- | -------- | ----- |
| Copa Mundial Sub-17 de 2009 | Nigeria  | Cuarto lugar     | 6        | 1     |
| Copa Mundial Sub-20 de 2011 | Colombia | Cuartos de final | 4        | 0     |

### Selección absoluta
Fue convocado por primera vez a la selección colombiana de fútbol absoluta por José Pékerman para los amistosos frente a la selección de fútbol de El Salvador y la selección de fútbol de Canadá.
El 11 de mayo de 2015 fue seleccionado por José Pekerman entre los 30 preconvocados para disputar la Copa América 2015.
Fue seleccionado en la nómina definitiva de 23 jugadores el 30 de mayo.
Su primer gol con la selección y más trascendente de toda su trayectoria se lo marcó a Brasil el 17 de junio de 2015, en partido en que Colombia ganó por 1 a 0 siendo su primera victoria en la Copa América 2015. Fue unas de las grandes revelaciones de la Copa América 2015 siendo el máximo goleador y mejor defensa de Colombia en la Copa América.
El 28 de agosto de 2018 volvió a ser convocado para los amistosos ante la selección de Venezuela y la selección de Argentina por el DT encargado Arturo Reyes Montero.

#### Participaciones enCopas América
| Torneo                  | Sede           | Resultado        | Partidos | Goles |
| ----------------------- | -------------- | ---------------- | -------- | ----- |
| Copa América 2015       | Chile          | Cuartos de final | 4        | 1     |
| Copa América Centenario | Estados Unidos | Tercer lugar     | 5        | 0     |

#### Participaciones enEliminatorias al Mundial
| Eliminatoria                        | Sede  | Posición  | Resultado   | Partidos | Goles |
| ----------------------------------- | ----- | --------- | ----------- | -------- | ----- |
| Eliminatorias Mundial de Rusia 2018 | Rusia | 4.º lugar | Clasificado | 8        | 0     |
| Eliminatorias Mundial de Catar 2022 | Catar | 6.º lugar | Eliminado   | 3        | 0     |

#### Goles internacionales
| # | Fecha               | Lugar                                      | Rival  | Gol   | Resultado | Competición       |
| - | ------------------- | ------------------------------------------ | ------ | ----- | --------- | ----------------- |
| 1 | 17 de junio de 2015 | Monumental David Arellano, Santiago, Chile | Brasil | 0 - 1 | 0 - 1     | Copa América 2015 |

## Estadísticas

### Clubes
| Cádiz C. F. · España         | 3.ª           | 2011-12       | 27  | 3  | 2  | 0 | ― | ― | 29  | 3  |
| Cádiz C. F. · España         | Total club    | Total club    | 27  | 3  | 2  | 0 | 0 | 0 | 29  | 3  |
| U. D. Las Palmas · España    | 2.ª           | 2012-13       | 37  | 3  | 4  | 1 | ― | ― | 41  | 4  |
| U. D. Las Palmas · España    | Total club    | Total club    | 37  | 3  | 4  | 1 | 0 | 0 | 41  | 4  |
| Granada C. F. · España       | 2.ª           | 2013-14       | 32  | 1  | 2  | 0 | ― | ― | 34  | 1  |
| Granada C. F. · España       | 2.ª           | 2014-15       | 19  | 0  | 0  | 0 | ― | ― | 19  | 0  |
| Granada C. F. · España       | Total club    | Total club    | 51  | 1  | 2  | 0 | 0 | 0 | 53  | 1  |
| Inter de Milán · Italia      | 1.ª           | 2015-16       | 34  | 2  | 1  | 0 | 0 | 0 | 35  | 2  |
| Inter de Milán · Italia      | 1.ª           | 2016-17       | 27  | 0  | 2  | 1 | 5 | 0 | 34  | 1  |
| Inter de Milán · Italia      | Total club    | Total club    | 61  | 2  | 3  | 1 | 5 | 0 | 69  | 3  |
| Valencia C. F. · España      | 1.ª           | 2017-18       | 17  | 0  | 0  | 0 | ― | ― | 17  | 0  |
| Valencia C. F. · España      | 1.ª           | 2018-19       | 1   | 0  | 1  | 0 | 1 | 0 | 3   | 0  |
| Valencia C. F. · España      | Total club    | Total club    | 18  | 0  | 1  | 0 | 1 | 0 | 20  | 0  |
| F. C. Barcelona · España     | 1.ª           | 2018-19       | 2   | 0  | 2  | 0 | 0 | 0 | 4   | 0  |
| F. C. Barcelona · España     | Total club    | Total club    | 2   | 0  | 2  | 0 | 0 | 0 | 4   | 0  |
| U. C. Sampdoria · Italia     | 1.ª           | 2019-20       | 10  | 0  | 2  | 0 | ― | ― | 12  | 0  |
| R. C. Celta de Vigo · España | 1.ª           | 2019-20       | 18  | 1  | 0  | 0 | ― | ― | 18  | 1  |
| R. C. Celta de Vigo · España | 1.ª           | 2020-21       | 31  | 2  | 1  | 0 | ― | ― | 32  | 2  |
| U. C. Sampdoria · Italia     | 1.ª           | 2021-22       | 0   | 0  | 1  | 0 | ― | ― | 1   | 0  |
| R. C. Celta de Vigo · España | 1.ª           | 2021-22       | 19  | 0  | 3  | 0 | ― | ― | 22  | 0  |
| R. C. Celta de Vigo · España | Total club    | Total club    | 68  | 3  | 4  | 0 | 0 | 0 | 72  | 3  |
| U. C. Sampdoria · Italia     | 1.ª           | 2022-23       | 20  | 0  | 2  | 0 | — | — | 22  | 0  |
| U. C. Sampdoria · Italia     | Total club    | Total club    | 30  | 0  | 5  | 0 | 0 | 0 | 35  | 0  |
| Al-Shamal Catar              | 1.ª           | 2023-24       | 19  | 0  | 1  | 0 | 0 | 0 | 20  | 0  |
| Al-Shamal Catar              | 1.ª           | 2024-25       | 15  | 0  | 1  | 0 | 0 | 0 | 16  | 0  |
| Al-Shamal Catar              | Total club    | Total club    | 34  | 0  | 2  | 0 | 0 | 0 | 36  | 0  |
| Total carrera                | Total carrera | Total carrera | 328 | 12 | 25 | 2 | 6 | 0 | 358 | 14 |
| 1. 2.                        |               |               |     |    |    |   |   |   |     |    |

### Selección
| Selección         | Año               | Amistosos | Amistosos | Copa América | Copa América | Copa Mundial | Copa Mundial | Eliminatorias Mundialistas | Eliminatorias Mundialistas | Total | Total |
| Selección         | Año               | Part.     | Goles     | Part.        | Goles        | Part.        | Goles        | Part.                      | Goles                      | Part. | Goles |
| ----------------- | ----------------- | --------- | --------- | ------------ | ------------ | ------------ | ------------ | -------------------------- | -------------------------- | ----- | ----- |
| Sub-17            | 2009              | 0         | 0         | 0            | 0            | 6            | 1            | --                         | --                         | 6     | 1     |
| Sub-17            | Total             | 0         | 0         | 0            | 0            | 6            | 1            | --                         | --                         | 6     | 1     |
| Sub-20            | 2011              | 0         | 0         | 0            | 0            | 4            | 0            | 0                          | 0                          | 4     | 0     |
| Sub-20            | Total             | 0         | 0         | 0            | 0            | 4            | 0            | 0                          | 0                          | 4     | 0     |
| Colombia          | 2014              | 3         | 0         | --           | --           | --           | --           | --                         | --                         | 3     | 0     |
| Colombia          | 2015              | 4         | 0         | 4            | 1            | --           | --           | 4                          | 0                          | 12    | 1     |
| Colombia          | 2016              | 1         | 0         | 5            | 0            | --           | --           | 4                          | 0                          | 10    | 0     |
| Colombia          | 2018              | 2         | 0         | 0            | 0            | --           | --           | 0                          | 0                          | 2     | 0     |
| Colombia          | 2019              | 2         | 0         | 0            | 0            | --           | --           | 0                          | 0                          | 2     | 0     |
| Colombia          | 2020              | 0         | 0         | 0            | 0            | --           | --           | 3                          | 0                          | 3     | 0     |
| Colombia          | Total             | 12        | 0         | 9            | 1            | --           | --           | 11                         | 0                          | 32    | 1     |
| Total en Colombia | Total en Colombia | 12        | 0         | 9            | 1            | 10           | 1            | 11                         | 0                          | 42    | 2     |

## Palmarés

### Títulos nacionales
| Título                     | Club                    | País   | Año  |
| -------------------------- | ----------------------- | ------ | ---- |
| Primera División de España | F. C. Barcelona         | España | 2019 |
| Copa del Rey               | Valencia Club de Fútbol | España | 2019 |

### Distinciones individuales
| Distinción                                                         | Año  |
| ------------------------------------------------------------------ | ---- |
| Incluido en el Equipo Ideal de la segunda fecha de la Copa América | 2015 |
| Mejor Jugador Joven de la Copa América                             | 2015 |
| Incluido en el Equipo Ideal de la Copa América                     | 2015 |
| Mejor gol de la temporada en Italia                                | 2017 |